# Bateria de Vila Nova
A Bateria de Vila Nova localizava-se à margem direita do rio São Francisco, em uma elevação na povoação de Santo Antônio de Vila Nova (hoje Neópolis), no interior do atual estado de Sergipe, no Brasil.

## História
Esta bateria foi avistada em 1859 pelo Imperador D. Pedro II (1840-1889), que registrou em seu diário de viagem:
"15 de Outubro - (…) Às 2 e 1/2 desembarquei em Vila Nova (…). Houve muitos vivas e foguetes, e mostraram-me um lugar pedregoso onde os holandeses tiveram um curtume, achando-se assestada sobre o monte perto uma peça que aí mandou colocar, por ocasião da Independência, o barão de Cotinguiba, tendo sido achada entre os despojos de um navio de guerra português que deu à costa na barra do [rio] São Francisco, [peça essa que] salvou agora." (PEDRO II, 2003:113)